# 興隆東社区
興隆東社区（こうりゅうとうしゃく）は、広州市越秀区六榕街道の社区。

## 交通
- 地下鉄の駅：
- バス：